# Красный Мост (Марий Эл)
Красный Мост — посёлок в Килемарском районе республики Марий Эл Российской Федерации. Входит в состав и является административным центром Красномостовского сельского поселения.
Численность населения — 260 чел. (2010 год).

## География
Красный Мост располагается по обоим берегам реки Большой Кундыш, в 32 км на юго-восток от административного центра Килемарского района — пгт Килемары. Окружён лесами и болотами.
Посёлок располагается на пересечении автомобильной дороги регионального значения 88К-006 Красный Мост — Килемары — Шаранга и Р173 Йошкар-Ола — Козьмодемьянск.

## История
Посёлок основан в 1924 году и первоначально располагался на правом берегу Большого Кундыша и имел название Царёвская переправа (здесь проходила граница Царевококшайского уезда). Позднее Царёвский заменили на Красный. Современное название посёлок получил только в 1937 году, когда было завершено строительство деревянного моста через реку Большой Кундыш.
История посёлка тесно связана с заготовкой и сплавом леса до Казани. Рабочими были построены первые бараки, полуземлянки и здание лесопилки с локомобилем.
В 1937—1943 годах здесь размещалась исправительно-трудовая колония, в 1947—1950 годах — лагерь немецких военнопленных.

## Население
| 2010 |
| ---- |
| 260  |

## Известные жители
Пушкарёв Анатолий Александрович (1937—2009) — завуч и директор Красномостовской школы (1960—1974).

## Современное положение
В Красном Мосте располагается администрация сельского поселения. В посёлке работает Красномостовская средняя общеобразовательная школа, детский сад, отделение почтовой связи, магазины.
В посёлке ведётся строительство деревянного православного храма, в декабре 2015 года установлен купол и крест.